# Sławomir Peszko
Sławomir Konrad Peszko (Jedlicze, 19 februari 1985) is een Pools voormalig profvoetballer en voetbalcoach. Peszko was laatst actief als de hootftrainer van Wieczysta Kraków. Zijn bijnaam luidt Peszkin.

## Clubcarrière

### Wisła Płock
Peszko begon zijn carrière in zijn geboortestad bij Nafta Jedlicze, waarna hij de overstap maakte naar het jeugdteam van Orlen Plock (sinds 2002 Wisła Płock). Op 28 augustus 2002 zat hij voor het eerst op de bank bij het eerste team in de bekerwedstrijd tegen Jagiellonka Nieszawa. Zijn officiële debuut voor de club maakte hij in de tweede ronde van het toernooi en op 5 april 2003 in de competitie, de Ekstraklasa, tegen Widzew Łódź. Tegen deze zelfde club wist hij tevens zijn eerst prof doelpunt te maken op 29 oktober 2003.
In 2006 won Peszko met zijn club de Poolse beker en supercup, en kwam hij uit in de kwalificatie van de UEFA Cup. In 2007 degradeerde hij met de club echter naar het tweede niveau van Polen, maar wist hij wel 16 doelpunten te maken in 26 wedstrijden.

### Lech Poznań
Op 30 juni 2008 liep het contract van Peszko bij Wisla af en maakte hij de overstap naar Lech Poznań dat uitkwam op het hoogste niveau. Bij de club kreeg hij het rugnummer 17 toebedeeld en werd hij vaak gebruikt als rechtermiddenvelder. Op 19 mei 2009 won hij wederom de Poolse beker door in de finale tegen Ruch Chorzów het enige doelpunt te maken. Een jaar later werd hij Pools kampioen en wist hij in 28 wedstrijden 8 maal te scoren en 14 assists af te leveren, alleen ploeggenoot Robert Lewandowski wist vaker te scoren.

### 1. FC Köln
In de tweede seizoenshelft van het seizoen 2010/11 maakte Peszko de overstap naar de Bundesliga om uit te komen voor 1. FC Köln, waar hij een contract tekende tot het einde van het seizoen met optie tot verlening. Na de degradatie in 2012 werd hij kort verhuurd aan de Engelse club Wolverhampton Wanderers dat uitkwam op het tweede niveau.
Nadat Wolverhampton degradeerde naar het derde niveau keerde hij in de zomer van 2013 terug naar Keulen. Al snel na zijn terugkeer werd echter aangekondigd dat hij de overstap zou maken naar het Italiaanse FC Parma dat uitkomt in de Serie A, wel waren de clubs overeengekomen dat Peszko de eerste seizoenshelft aan 1. FC Köln verhuurd zou worden. Hij scoorde direct bij zijn rentree in de wedstrijd tegen Erzgebirge Aue op 1 september 2013. Nadat enkele afspraken niet nagekomen werden bleef Peszko het hele seizoen spelen voor 1. FC Köln, in 24 wedstrijden wist hij driemaal te scoren en vijfmaal een assist af te leveren. In deze periode wist hij zich ook weer op te werken tot Pools international.
Op 9 mei 2014 werd bekend dat Peszko weer was overgenomen door 1. FC Köln. Hij tekende een contract tot 30 juni 2016. Onder leiding van de Oostenrijkse trainer-coach Peter Stöger won hij in het seizoen 2013/14 met 1. FC Köln de titel in de 2. Bundesliga, waardoor de club terugkeerde in de hoogste afdeling van het Duitse voetbal, de Bundesliga.

## Interlandcarrière
Peszko speelde drie wedstrijden voor Polen onder 21 en wist zijn debuut voor Polen te maken op 19 november 2008 tegen Ierland. Zijn eerste interlanddoelpunt maakte hij op 17 januari 2010 in een 1–3 nederlaag tegen Denemarken. Met Polen nam Peszko in juni 2016 deel aan het Europees kampioenschap 2016 in Frankrijk. Polen werd in de kwartfinale na strafschoppen uitgeschakeld door de latere winnaar Portugal (1–1, 3–5). Jakub Błaszczykowski was de enige speler die miste.

## Schorsing
In de nacht van 7 op 8 mei 2012 ging hij, samen met landgenoot Marcin Wasilewski, in dronken toestand op de vuist met een taxichauffeur. Dit kostte hem zijn plek in de Poolse selectie voor het EK later dat jaar in eigen land. Daarnaast verbande 1. FC Köln hem tijdelijk uit de eerste selectie en moest hij de club een boete van ongeveer €25.000 betalen.

## Trainerscarrière
Peszko werd aangesteld als de trainer van Wieczysta Kraków op 18 september 2023. 

## Erelijst
- Beker van Polen (2006 en 2009)
- Poolse supercup (2006 en 2010)
- Pools kampioen (2010)
- Kampioen 2. Bundesliga (2014)[3]

1 Szczęsny ·
2 Pazdan ·
3 Jędrzejczyk ·
4 Cionek ·
5 Bednarek ·
6 Góralski ·
7 Milik ·
8 Linetty ·
9 Lewandowski  ·
10 Krychowiak ·
11 Grosicki ·
12 Białkowski ·
13 Rybus ·
14 Teodorczyk ·
15 Glik ·
16 Błaszczykowski ·
17 Peszko ·
18 Bereszyński ·
19 Zieliński ·
20 Piszczek ·
21 Kurzawa ·
22 Fabiański ·
23 Kownacki · 
Coach: Nawałka